# Fabíola Cidral
Fabíola Cidral (Santos, 28 de outubro de 1977) é uma jornalista brasileira, palestrante, apresentadora e podcaster do UOL. Desde 3 de maio de 2021 apresenta os programas UOL News, UOL Debate e UOL Entrevista.
Trabalhou por 20 anos na Rádio CBN, em São Paulo, onde foi âncora dos programas CBN São Paulo, CBN Noite Total e Caminhos Alternativos.
É graduada em jornalismo pela UniSantos, pós-graduanda em Urbanismo Social no Insper e tem MBA em Derivativos e Informações Econômico-Financeiras pela Fundação Instituto de Administração (FIA/USP).

## Biografia e carreira
Nascida em Santos, no litoral paulista, Cidral começou a trabalhar aos 16 anos, como copeira e caixa da Pizzaria Kokimbos. Mas ainda antes disso, aos 12 anos, já ajudava a família no negócio. Formada em jornalismo pela UniSantos, a Universidade Católica de Santos, iniciou na carreira como repórter do Jornal da Orla. Mais tarde, criou e apresentou os programas Fique Bem, na TV Bandeirantes, e Atraente, na rádio Litoral FM.
Mudou-se para São Paulo aos 23 anos ao ser contratada pelo jornal de bairro Vidaqui, distribuído na Vila Mariana. No ano seguinte, tornou-se repórter e redatora da Rádio USP.  
Nessa época, decidida a trabalhar na primeira rádio all news do país, a Rádio CBN, enviou um e-mail para o então âncora e gerente de jornalismo da empresa, Heródoto Barbeiro, pedindo um emprego. O apresentador a convidou para uma entrevista e, no mesmo dia, Cidral foi chamada para cobrir férias de um redator na madrugada. Na semana seguinte foi efetivada como redatora da manhã.

### Rádio CBN
Na CBN, passou por funções como redação, edição, produção e reportagem, tendo recebido prêmios de jornalismo pelas séries de reportagens que desenvolveu. Neste período, participou de coberturas como o caso Mensalão, a visita do Papa Bento XVI ao Brasil e as eleições de 2004, 2006 e 2008. 
Em 2006, fez um estágio na BBC em Londres, voltando na sequência para a CBN. 
Em 2007, viveu um dos momentos mais marcantes da carreira ao cobrir ao vivo a maior tragédia da aviação brasileira, a queda do voo 3054 da TAM. Na ocasião, Cidral estava cobrindo férias na apresentação do Jornal da CBN 2ª Edição e ficou durante três horas no ar, sem pausas, noticiando os detalhes do acidente.
Em 2008 entrou para o time de âncoras da rádio, assumindo a apresentação do CBN Noite Total, época em que criou o quadro Cesta de Música.
Também neste ano, idealizou e lançou, em parceria com a jornalista Petria Chaves, o programa Caminhos Alternativos, que foi pioneiro no rádio brasileiro ao falar sobre temas como saúde mental, física e espiritual através de vivências. No programa, Cidral e Chaves discutiam alternativas para uma vida mais saudável e mergulhavam em experiências diversas, como hipnose e regressão, além de realizarem entrevistas com nomes como Rubem Alves e Krishna Das. O projeto levou o prêmio APCA (Associação Paulista dos Críticos de Arte) de melhor programa de rádio na categoria Variedades.
Em 2011, assumiu a apresentação do CBN São Paulo, no lugar do jornalista Milton Jung, que tornou-se âncora do Jornal da CBN. À frente do programa voltado às notícias locais, tomou como objetivo mostrar o lado acolhedor e inspirador da cidade. Em uma palestra no TEDx, disse: “São Paulo, assim como qualquer cidade no mundo, é feita de pessoas. E se as pessoas podem se transformar, São Paulo também pode”.
Ao completar dez anos no programa, recebeu uma homenagem de colegas.

### UOL
Depois de vinte anos na CBN, deixou a empresa em março de 2021 para se tornar apresentadora do UOL, no novo projeto multidigital da plataforma, o Canal UOL. Atualmente comanda as edições das 8h e 12h do UOL News, um programa ao vivo que traz os destaques do noticiário e tem colunistas como Josias de Souza, Leonardo Sakamoto e Joel Pinheiro da Fonseca.
Também apresenta os programas UOL Debate e UOL Entrevista, além de comandar a edição da manhã do podcast do UOL News e ser colunista do portal de notícias.  
Pelo UOL, Cidral já entrevistou nomes como o vice-presidente Hamilton Mourão, o ex-candidato à presidência, Guilherme Boulos, e o presidente da CPI da Covid, Omar Aziz.
Nas eleições de 2022, Fabíola mediou o 3º bloco do debate presidencial promovido pelo pool de imprensa (Grupo Bandeirantes, TV Cultura, UOL e Folha de S. Paulo) ao lado do jornalista Leão Serva. 

### Projetos
Na CBN foi uma das idealizadoras do projeto “Seu Bairro, Nossa Cidade”, que percorreu os 96 distritos de São Paulo para ouvir os moradores sobre os problemas dos bairros durante as eleições de 2012 e 2016. Em 2020 participou também da criação do “Giro Pelas 32”, que retratou as realidades das 32 subprefeituras da capital paulista no período pré-eleitoral. As iniciativas foram feitas em parceria com a Rede Nossa São Paulo e a Agência Mural de Jornalismo das Periferias.
Em 2015, ao lado de Petria Chaves e Patrícia Travassos, estreou no Mãe com Prosa, uma plataforma digital, com blog e canal no YouTube, sobre os desafios da maternidade. Já em 2019, lançou com a jornalista Rosana Hermann o podcast SP Me Guia, um audioguia de roteiros culturais da cidade de São Paulo.
Na terceira edição do livro “Como viver em SP sem carro”, idealizado por Alexandre Lafer Frankel e editado por Leão Serva, Cidral escreveu um capítulo contando como abandonou o uso do carro em 2007 em busca de uma melhor qualidade de vida na capital paulista.

## Prêmios
No período em que foi repórter, Cidral recebeu três premiações, entre elas o Prêmio CNT de Jornalismo, com a série "Taxistas: histórias de vida", que chegou a se tornar objeto de estudo em faculdades de jornalismo. Como âncora, também foi premiada outras três vezes pelo trabalho que desenvolveu na apresentação dos programas Caminhos Alternativos e CBN São Paulo.
| Ano  | Prêmio                                                         | Trabalho Vencedor                                                                                       |
| ---- | -------------------------------------------------------------- | --- |
| 2006 | Prêmio CNT de Jornalismo                                       | Série de reportagens "Taxistas: histórias da vida".                                                     |
| 2006 | Prêmio Alexandre Adler de Jornalismo em Saúde                  | Melhor reportagem de rádio e internet com a série “Gripe aviária: da ficção à realidade”.               |
| 2007 | Prêmio AMB (Associação de Magistrados do Brasil) de Jornalismo | Série "Os Caminhos da Adoção do Brasil”, ao lado da jornalista Tânia Morales.                           |
| 2008 | Troféu APCA                                                    | Melhor programa de rádio na categoria Variedades com “Caminhos Alternativos”, ao lado de Petria Chaves. |
| 2012 | Prêmio Jornalista Amiga da Criança ANDI                        | - |
| 2015 | Prêmio Cidadão São Paulo                                       | - |

## Eventos
Já apresentou e mediou dezenas de eventos na cidade de São Paulo. Entre os destaques estão a mediação do talk show com os pensadores Mario Sergio Cortella, Luiz Felipe Pondé e Leandro Karnal, no Festival Mais São Paulo de 2019, que reuniu 1500 pessoas no Centro Cultural São Paulo; e o evento 466 anos com Alegria, feito no Theatro Municipal, em homenagem ao aniversário da capital paulista. A ocasião ficou marcada como sendo a primeira vez em que o Maestro João Carlos Martins voltou a tocar piano, depois de receber uma luva especial que o ajudou no movimento com os dedos. Em ambos os casos, Cidral foi a idealizadora das programações.
A jornalista também realizou grandes eventos na Sala São Paulo e Avenida Paulista, e organizou diversos encontros com o programa Caminhos Alternativos.